# Château de la Tour (Ain)
Pour les articles homonymes, voir Château de la Tour.
Le château de la Tour, (olim Tour-de-Loriol) est un château du XIXe siècle qui se dresse sur la commune de Neuville-sur-Ain dans le département de l'Ain en région Auvergne-Rhône-Alpes.
La totalité du château et du parc (grille d'entrée côté route nationale, clôture et tourelle nord, maison du gardien, maison du jardinier à l'exception des pavillons modernes) font l’objet d’une inscription au titre des monuments historiques par arrêté du 27 juillet 2006. Il succède à une ancienne tour forte dressé au Moyen Âge, elle-même remplacée par un château du XVIIe siècle.

## Situation
Le château de la Tour est situé dans le département français de l'Ain sur la commune de Neuville-sur-Ain.

## Histoire
Le château est construit par l'architecte Tony Ferret à la demande personnelle d'Étienne Goujon.
À l'origine, le fief avec maison forte, appelé jadis la Tour-de-Loriol, à cause, dit Guichenon, « qu'il appartenait d'ancienneté à ceux de la maison
de Loriol, seigneurs d'Asnières (Confrançon) et de Gerlan ».
Guillaume, fils de Jean de Loriol, damoiseau, vivant en 1400, et de Guillemette de la Roche, le possède dans la première moitié du XVe siècle. Antoine de Loriol, écuyer, le vend, vers 1600, à Jean de Molan, écuyer, père de Louis de Molan. Ce dernier en était seigneur en 1650. La Tour-de-Neuville arriva, ensuite, à la famille de Marron de Meillonnas, qui en jouissait encore en 1789.